# فرجينيا باكستر
فرجينيا باكستر (بالإنجليزية: Virginia Baxter)‏ هي متزلجة فنية أمريكية، ولدت في 3 ديسمبر 1932 في ديترويت في الولايات المتحدة، وتوفيت في 18 ديسمبر 2014.

## وصلات خارجية
- فرجينيا باكستر على موقع أوليمبيديا (الإنجليزية)